# Сити-оф-Престон
Сити-оф-Престон (англ. City of Preston) — район (англ. non-metropolitan district) в церемониальном неметрополитенском графстве Ланкашир, административный центр и крупнейший город Престон.
Район расположен в центральной части графства Ланкашир.

## Состав
В состав района входят 9 общин (англ. Parish):
- Бартон
- Бротон
- Гуснар
- Гримсар
- Хейтон
- Ингол-энд-Тантертон
- Ли
- Уиттингем
- Вудпламтон